# 노마 시어러
노마 시어러(Norma Shearer, 1902년 8월 10일 ~ 1983년 6월 12일)는 미국, 캐나다의 배우이다. 1925년~1942년 대의 주요 헐리우드 스타였다. 1930년 영화 《이혼녀》를 통해 아카데미 여우주연상을, 1938년 영화 《마리 앙투아네트》를 통해서는 베네치아 영화제 볼피컵 여우주연상을 수상했다.

## 출연 작품
- 데어 원 디자이어 (1929)
- 이혼녀 (1930) - 제리 버나드 마틴 역
- 자유의 혼 (1931)
- 배릿 오브 윔폴 스트리트 (1934)
- 로미오와 줄리엣 (1936) - 줄리엣 역
- 마리 앙투아네트 (1938) - 마리 앙투아네트 역
- 바보의 기쁨 (1939)
- 여인들 (1939)
- 이스케이프 (1940)
- 헐 카드보드 러버 (1942)